# 그레텔과 헨젤
《그레텔과 헨젤》(루마니아어: Gretel & Hansel)은 2020년 개봉한 미국, 캐나다, 아일랜드, 남아프리카 공화국의 판타지 미스터리 영화이다. 독일의 민담인 그림 형제의 헨젤과 그레텔을 바탕으로 하고 있다.

## 줄거리
아버지가 사망한 뒤 어머니가 그레텔과 헨젤 남매를 집에서 쫓아낸다. 남매는 숲을 헤매다가 케이크 냄새에 이끌려 홀다의 집을 찾아낸다. 둘은 일을 돕는 조건으로 몸을 의탁하게 되는데, 그레텔은 홀다를 수상쩍게 여기고 밤마다 생생한 악몽을 꾸기 시작한다.

## 출연

### 주연
- 소피아 릴리스 - 그레텔, 16살 역
- 샘 리키 - 헨젤, 8살 역

### 조연
- 앨리스 크리거 - 홀다 / 마녀 역
  - 제시카 디가우 - 홀다 / 마녀의 아역
- 찰스 바바롤라 - 사냥꾼 역
- 피오나 오쇼너시 - 어머니 역
- 도너카 크롤리 - 마스터 스트립 역

## 수입사
- 조이앤시네마, 더쿱